# Santa Maria-Sichè
Santa Maria-Sichè (in francese Santa-Maria-Sichè, in corso Santa Marìa d'Urnanu) è un comune francese di 423 abitanti situato nel dipartimento della Corsica del Sud nella regione della Corsica.

## Società

### Evoluzione demografica
Abitanti censiti